# Scandinavian Touring Car Championship
Lo Scandinavian Touring Car Championship è un campionato automobilistico riservato a vetture con turismo.

## Storia

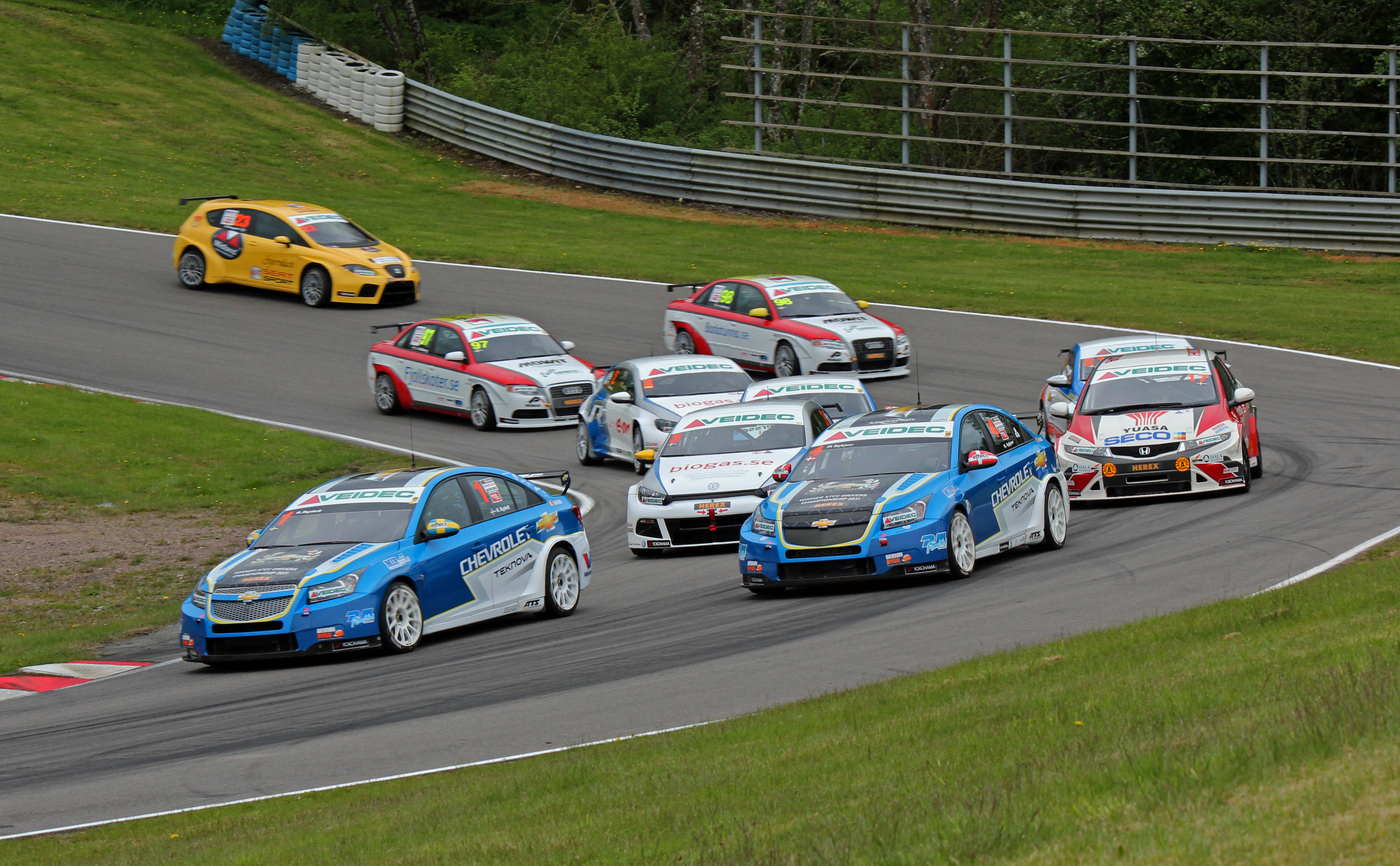
Una fase di gara del STCC nel 2012 sul circuito Ring Knutstorp

Il campionato è nato nel 2010 dalla fusione tra Danish Touring Car Championship e Swedish Touring Car Championship. Durante il suo primo anno di vita ha assunto la denominazione Scandinavian Touring Car Cup, ma non è stato svolto e il titolo è stato assegnato al pilota che aveva ottenuto i migliori risultati in alcuni circuiti scelti tra Danish Touring Car Championship e Swedish Touring Car Championship.
Nel 2012, a causa di alcuni contrasti riguardanti le specifiche tecniche delle vetture, alcune scuderie hanno abbandonato il campionato, fondando la TTA – Racing Elite League.
Nel 2013 STCC e TTA si sono nuovamente fusi, formando la STCC – Racing Elite League, il cui regolamento tecnico ha assunto le specifiche di TTA.
A partire dal 2017 il campionato ha adottato le nuove specifiche TCR, che sono andate appunto a sostituire le specifiche TTA. Questo ha però portato al ritiro dal campionato dell'unico costruttore ufficiale, la Volvo, che ha annunciato di non essere intenzionata a preparare una vettura con specifiche TCR.

## Albo d'oro
| Stagione | Pilota               | Scuderia                       | Vettura                    |
| -------- | -------------------- | ------------------------------ | -------------------------- |
| 2010     | Robert Dahlgren      | Polestar Racing                | Volvo C30                  |
| 2011     | Rickard Rydell       | Chevrolet Motorsport Sweden    | Chevrolet Cruze            |
| 2012     | Johan Kristoffersson | Volkswagen Team Biogas         | Volkswagen Scirocco        |
| 2013     | Thed Björk           | Volvo Polestar Racing          | Volvo S60 TTA              |
| 2014     | Thed Björk           | Volvo Polestar Racing          | Volvo S60 TTA              |
| 2015     | Thed Björk           | Volvo Cyan Racing              | Volvo S60 TTA              |
| 2016     | Richard Göransson    | Polestar Cyan Racing           | Volvo S60 TTA              |
| 2017     | Robert Dahlgren      | SEAT Dealer Team - PWR Racing  | SEAT León TCR              |
| 2018     | Johan Kristoffersson | Volkswagen Dealer Team BAUHAUS | Volkswagen Golf GTI TCR    |
| 2019     | Robert Dahlgren      | SEAT Dealer Team - PWR Racing  | CUPRA TCR                  |
| 2020     | Robert Huff          | Lestrup Racing Team            | Volkswagen Golf GTI TCR    |
| 2021     | Robert Dahlgren      | CUPRA Dealer Team - PWR Racing | CUPRA Leon Competición TCR |
| 2022     | Robert Dahlgren      | CUPRA Dealer Team - PWR Racing | CUPRA Leon Competición TCR |
| 2024     | Mikael Karlsson      | Brink Motorsport               | Tesla Model 3 ETCR         |